# Leptogenys furtiva
Leptogenys furtiva är en myrart som beskrevs av Arnold 1926. Leptogenys furtiva ingår i släktet Leptogenys och familjen myror. Inga underarter finns listade i Catalogue of Life.

## Bildgalleri

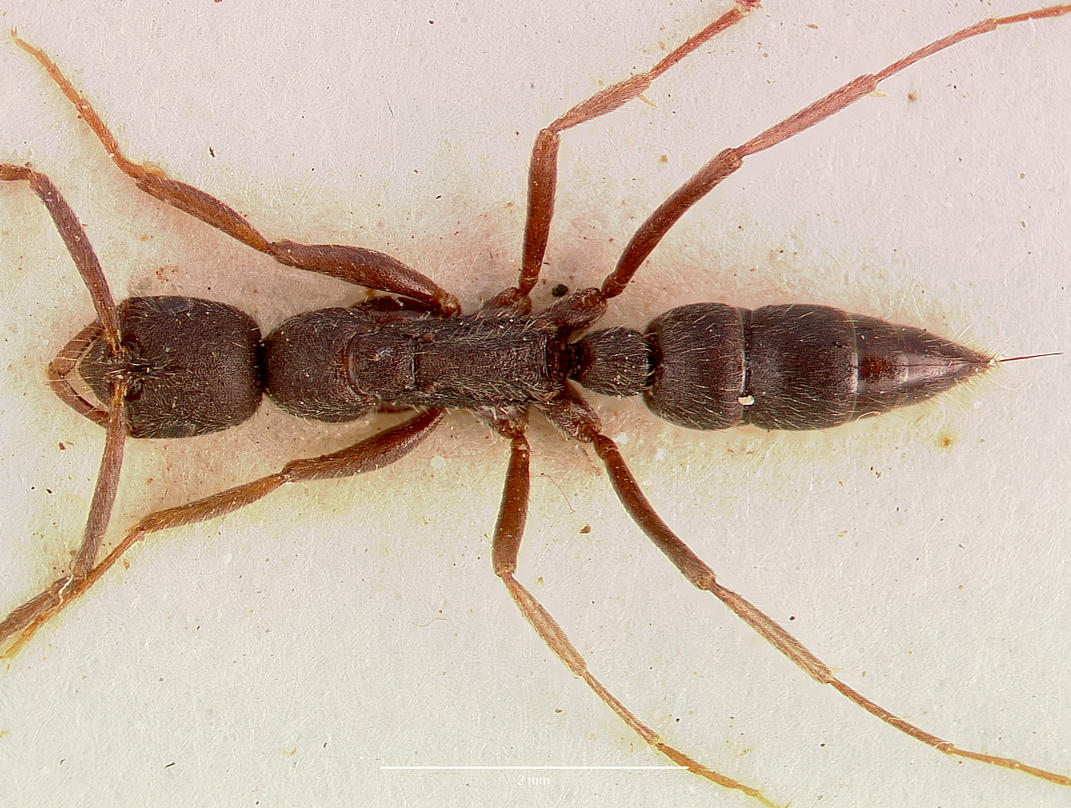
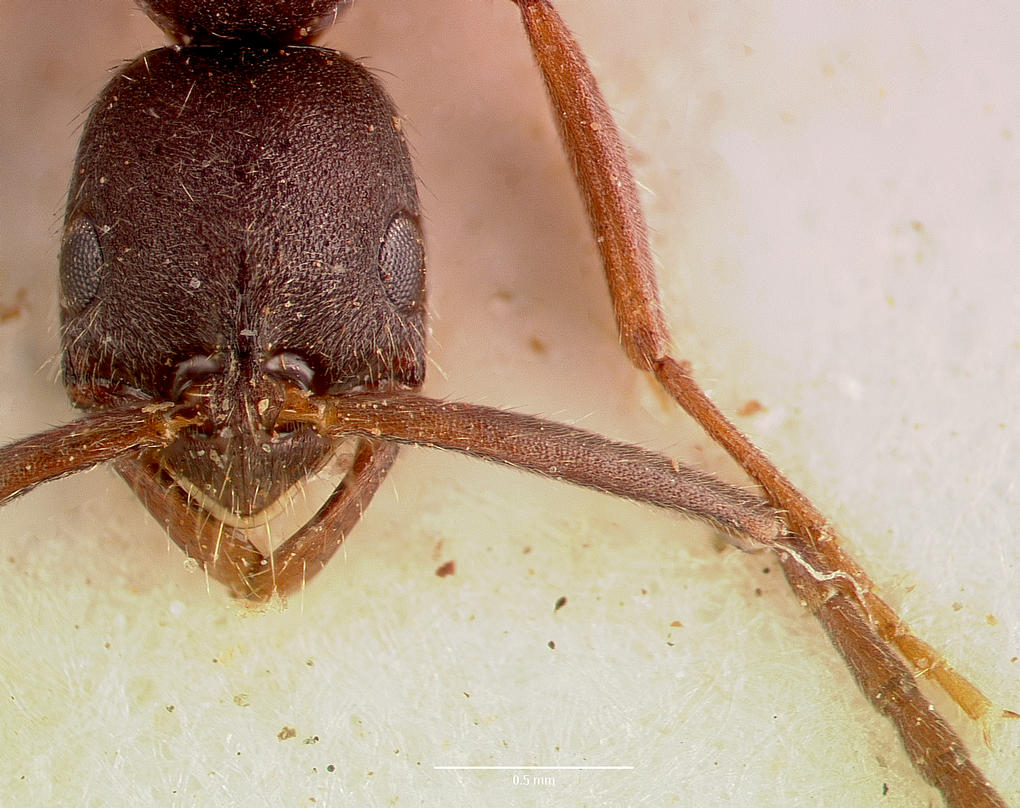
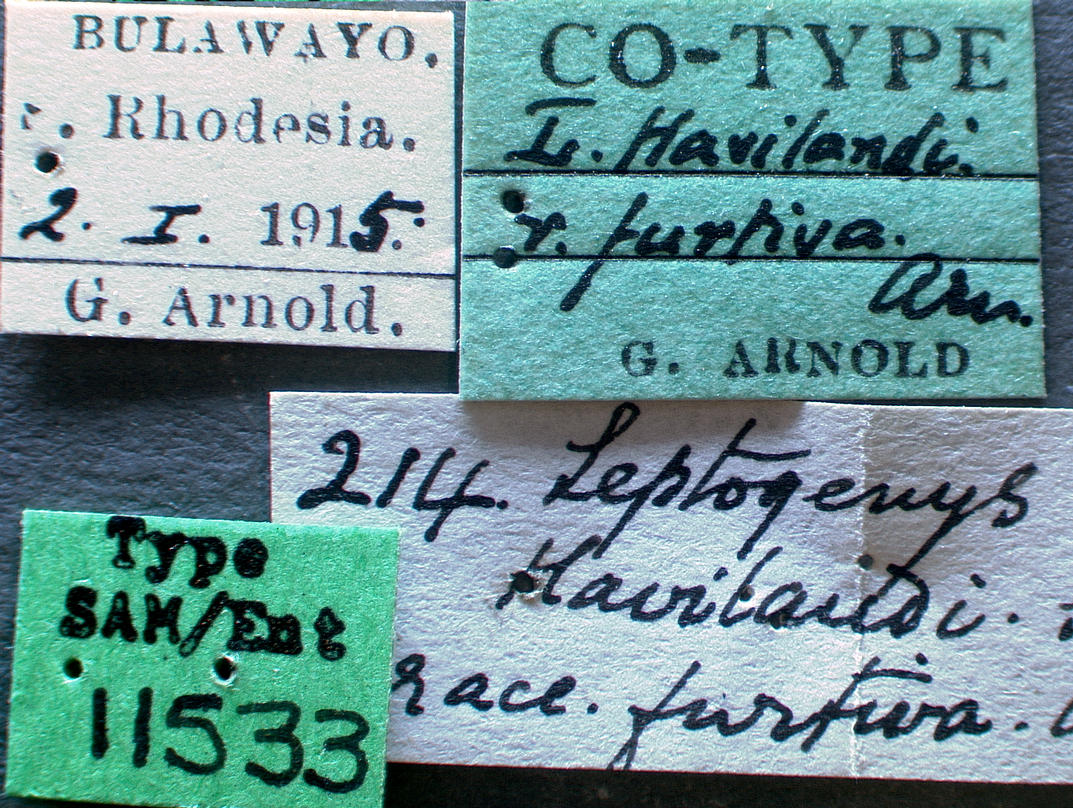
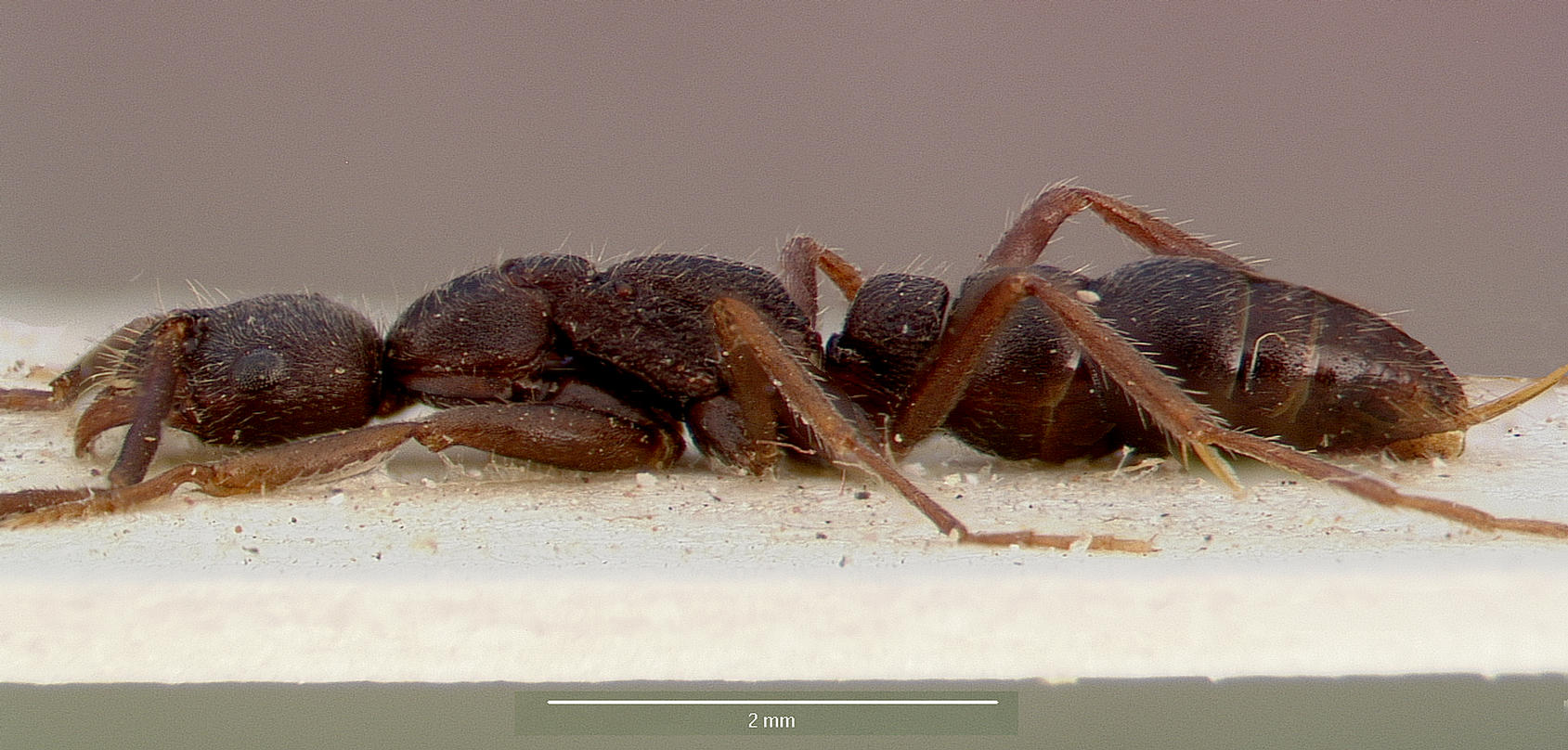